# 窒色
《窒色》（英語：Choke，又译为《窒息游戏》） 是一部2008年上映的獨立性癮題材浪漫喜劇电影， 由克拉克·格雷格编剧并导演，山姆·洛克威尔和安杰丽卡·休斯顿主演。电影于2007年在新泽西制作完成， 在2008年的圣丹斯电影节上首映，并被福斯探照灯影业购入发行。该片于2008年9月26日上映，DVD发行于在2009年2月17日。
这部电影改编自恰克·帕拉尼克2001年发行的的同名小说。